# Massacre de Sivas
La massacre de Sivas (turc: Sivas Katliamı) o de Madimak fa referència als fets ocorreguts el 2 de juliol de 1993 a l'Hotel Madimak de Sivas, Turquia, que van provocar la mort de 37 persones, la majoria Intel·lectuals alevís. Entre els morts hi ha dos dels autors del crim.
Les víctimes, que s'havien reunit a l'hotel per a la celebració del festival Pir Sultan Abdal, van morir quan una multitud va incendiar l'hotel.

## L'incident
A la conferència hi va assistir l'intel·lectual turc d'esquerres Aziz Nesin, que era odiat per molts musulmans a Turquia pel seu intent de publicar la polèmica novel·la de Salman Rushdie, Els versos satànics, considerada una blasfema per molts musulmans. Milers de residents sunnites de Sivas, després d'assistir a les oracions del divendres en una mesquita propera, van marxar cap a l'hotel on tenia lloc la conferència i van incendiar l'edifici. Mentre que el govern turc va descriure l'atac dirigit com a un atemptat contra Aziz Nesin, els comentaristes alevis van argumentar que l'objectiu eren els propis alevis, ja que la turba també va destruir una estàtua que representava a Pir Sultan Abdal erigida el dia abans. Molts coneguts intel·lectuals, poetes i músics alevís van morir en l'incendi, inclosos Hasret Gültekin, Metin Altıok, Asım Bezirci, Behçet Aysan, Nesimi Çimen i Muhlis Akarsu.

### Atac incendiari
L'atac va tenir lloc poc després de les pregàries tradicionals del divendres, quan la multitud va trencar les barricades policials per envoltar l'hotel Madımak, on artistes, escriptors i músics s'havien reunit per celebrar la vida del poeta aleví del segle XVI Pir Sultan Abdal. L'hotel va ser incendiat i el foc es va cobrar la vida de 37 persones, inclosos els músics i poetes que assistien al festival. Aziz Nesin va aconseguir escapar del foc per una escala. Quan els bombers van reconèixer-lo, van començar a atacar-lo, però va poder fugir.

## Acusació, judici i sentències
L'esdeveniment va ser vist com a un gran assalt a la llibertat d'expressió i els drets humans a Turquia, i va fer més gran la fractura entre els segments religiosos i seculars de la societat. Un dia després dels fets, 35 persones van ser detingudes, número que va acabar pujant fins a les 190. Un total de 124 dels 190 encausats van ser acusats d'"intent d'establir un estat religiós canviant l'ordre constitucional", i acomulant fins a 35 càrrecs d'assassinat.

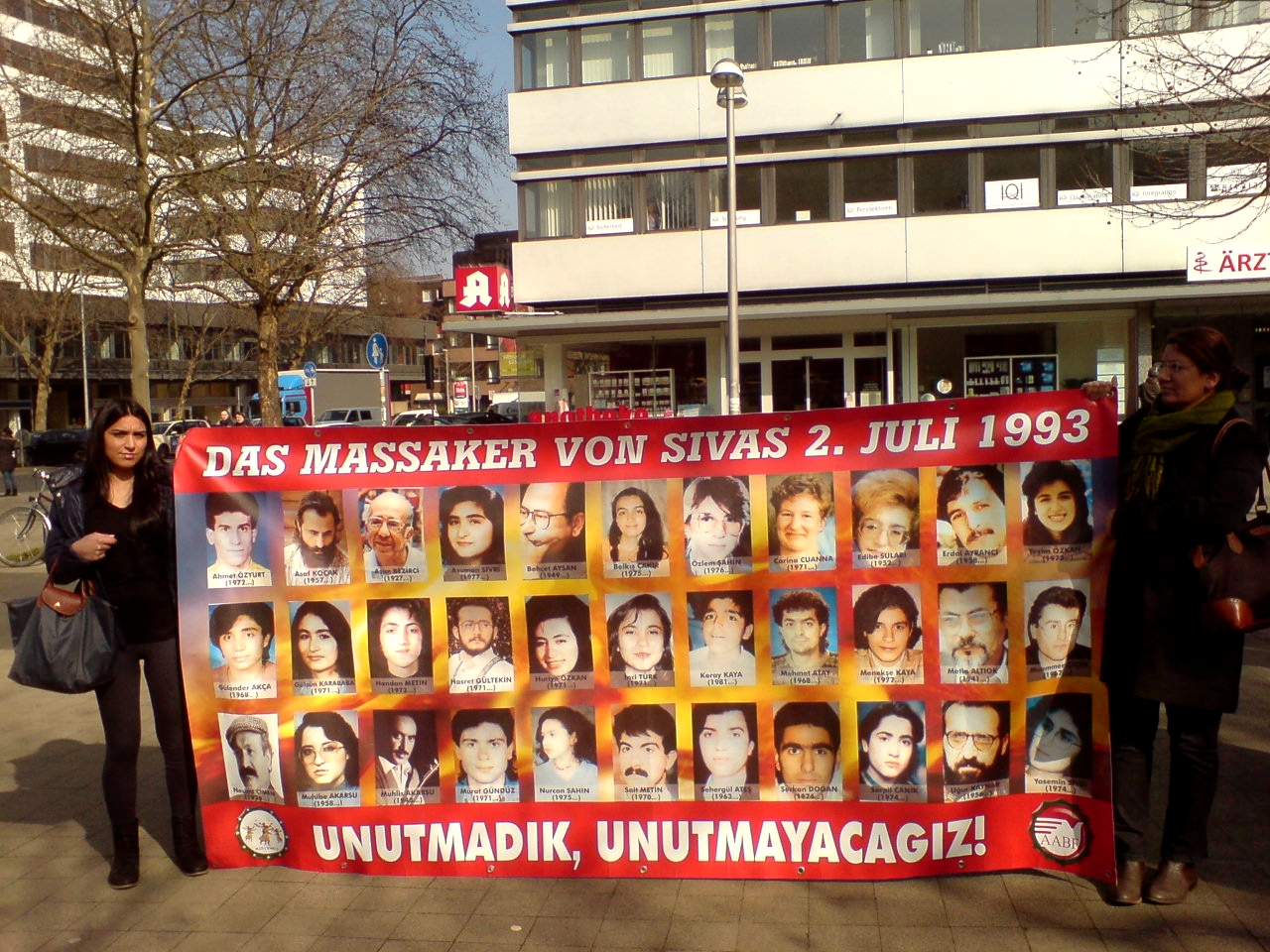
Pancarta amb fotos de les víctimes, en una concentració del 2012.

La primera vista del cas, coneguda públicament com el Judici de la Massacre de Sivas, realitzada al Jutjat de Seguretat de l'Estat núm. 1 d'Ankara, es va celebrar el 21 d'octubre de 1993. El 26 de desembre de 1994 es va arribar a un veredicte amb penes que van anar dels 2 als 15 anys de preso per a la majoria dels encausats. només 37 dels acusats van ser absolts.
Després d'un llarg procediment judicial, el 28 de novembre de 1997 el Tribunal de Seguretat de l'Estat va condemnar a mort 33 dels acusats pel seu paper en la massacre; 31 d'aquestes sentències es van confirmar en un recurs de 2001. Quan Turquia va anul·lar la pena de mort poc més d'un any després, el 2002, les sentències es van commutar. Cada acusat va rebre 35 condemnes a cadena perpètua, una per a cada víctima, més temps addicional per a altres delictes acomulats. Aquests 31 condemnats són actualment els únics que encara compleixen pena pels delictes; els altres acusats van ser posats en llibertat condicional anticipadament o alliberats després de completar les seves condemnes. El gener de 2020, Ahmet Turan Kılıc, que havia estat un dels condemnats a mort, va rebre una commutació de la seva condemna de les masn de Recep Tayyip Erdogan. Com a resultat, la seva condemna va ser eliminada.

## Conseqüències
La resposta de les forces de seguretat va ser feble durant i després dels esdeveniments. L'agressió es va allargar vuit hores sense cap intervenció de la policia, l'exèrcit o els bombers. Alevis i la majoria dels intel·lectuals a Turquia argumenten que l'incident va ser desencadenat pel govern local, ja que des de dies abans van estar circulant fulletons. El govern turc es refereix a l'incident de l'hotel Sivas Madımak com un atac a intel·lectuals, però es nega a veure'l com a un incident dirigit cap als alevis. Els incidents van ser captats per càmeres de televisió i emesos a tot el món. Cada any, durant l'aniversari de la matança, diverses organitzacions alevís demanen la detenció dels responsables.
Dos dels sospitosos, entre ells Cafer Erçakmak, van morir mentre estaven sent jutjats. El març de 2012, el cas de la massacre de Sivas contra els cinc acusats restants va ser retirat a causa del termini de prescripció. No obstant això, aquest cas encara s'està apel·lant.

## Commemoració
Cada any, en l'aniversari de la massacre, els manifestants celebren protestes i vetlles per commemorar les víctimes de l'incendi. Dario Fo va recordar la massacre en el seu discurs d'acceptació del Premi Nobel el 1997. S'ha demanar que l'hotel, que va reobrir, sigui declarat un monument i convertit en museu. L'any 2008 un ministre del govern va indicar que es convertiria en un centre cultural aleví, tot i que mai no es va materialitzar. El juny de 2010, el ministre de Treball i Seguretat Social va anunciar que s'havien transferit els diners per comprar l'hotel i que el ministeri aportaria recursos addicionals per a la seva rehabilitació. Després de la sentència judicial del 23 de novembre de 2010, l'Hotel Madimak es va convertir en una entitat pública a través d'una indemnització de 5.601.000 TL als propietaris de l'hotel.

## Negació
El diari conservador islàmic Yeni Akit va publicar una notícia en primera plana el 23 de juliol de 2012 on s'hi declarava que la massacre de Sivas havia estat una "mentida de 19 anys". Afirmava que les víctimes havien estat assassinades per trets en comptes del foc sobre la base de les fotos de la morgue que assegurava que eren inèdites. Les afirmacions van ser desmentides, i àmpliament condemnades.